# Khu vườn yên tĩnh
Khu vườn yên tĩnh là album phòng thu thứ 9 của Hồng Nhung. "Khu vườn yên tĩnh" là một tác phẩm âm nhạc trọn vẹn gần 60 phút, có phần mở đầu và kết thúc bằng khí nhạc và những ám thị ngôn ngữ. Gồm 8 đoạn gần như 8 ca khúc được viết một cách rất giản dị, có những câu nhạc chỉ một hoặc ba nốt. Trên nền nhạc huyền bí, đẫm chất thiền của Quốc Trung, câu chuyện về "Khu vườn yên tĩnh" của Hồng Nhung phập phồng hơi thở, lạ lẫm, tinh khôi những lời thơ Haiku của nhạc sĩ Dương Thụ.
Khu vườn yên tĩnh là một album chủ đề được lấy cảm hứng từ khu vườn tại ngôi nhà của Hồng Nhung ở TP. HCM. Album là một trong những album đỉnh cao nhất trong sự nghiệp của cô, được xây dựng từ một kịch bản văn học do nhạc sĩ Dương Thụ đảm nhiệm, sau đó các ca khúc được sáng tác theo kịch bản chứ không đi chọn bài như các album thông thường, là khối thống nhất của hòa âm, giọng hát, giai điệu, lời ca. Âm nhạc thuần Việt hoàn toàn chứ không vay mượn của nước ngoài.
Phần phối khí rất độc đáo với dàn dây của giao hưởng thính phòng, đàn bầu và sáo của nhạc cụ dân tộc hòa quyện với các nhạc cụ điện tử hiện đại đã tạo cho người nghe một không gian tưởng chừng yên tĩnh nhưng lại tràn đầy sự sống với giọt sương, tiếng mưa rơi, chú chim sâu nhảy nhót chuyền cành, tiếng suối chảy róc rách, mùi hương cau…Tất cả tạo thành một khu vườn rất sinh động. Hồng Nhung tâm sự: "Khu vườn yên tĩnh là tâm hồn của tôi".
Nhạc sĩ Dương Thụ chia sẻ: "Tôi cảm thấy càng viết đơn giản càng bộc lộ mạnh. Cũng như Nhung, đi qua một cuộc sống đầy hoan lạc, phức tạp và phong phú, cô ấy đã có sự trải nghiệm để có thể cảm nhận được phải sống sao cho nhẹ nhàng hơn…hai chú cháu muốn cùng nhau làm một cái gì đó thật sự nghệ thuật, mang một thông điệp đến với cuộc sống chứ không phải là các ca khúc phổ thông…Tôi viết cho Nhung như thể cho chính mình, đầy thương cảm và Nhung cũng đã hát rất thương cảm như thế…Nhung có một cảm xúc âm nhạc giống tôi, một giọng hát giản dị, đương đại…".

## Danh sách ca khúc
| STT | Nhan đề                 | Sáng tác             | Sản xuất   | Thời lượng |
| --- | ----------------------- | -------------------- | ---------- | ---------- |
| 1.  | "Introduction"          | Dương Thụ            | Quốc Trung | 2:05       |
| 2.  | "Giọt sương"            | Dương Thụ            | Trung      | 5:05       |
| 3.  | "Hòn đá trong vườn tôi" | Quốc Trung Dương Thụ | Trung      | 4:26       |
| 4.  | "Tiếng mưa để lại"      | Dương Thụ            | Trung      | 5:12       |
| 5.  | "Nắng sớm"              | Huy Tuấn Dương Thụ   | Trung      | 4:21       |
| 6.  | "Tiếng nước róc rách"   | Dương Thụ            | Trung      | 5:25       |
| 7.  | "Hương cau"             | Dương Thụ            | Trung      | 5:08       |
| 8.  | "Con chim sâu"          | Quốc Trung Dương Thụ | Trung      | 5:09       |
| 9.  | "Vườn gió"              | Dương Thụ            | Trung      | 5:23       |
| 10. | "Vườn ảo"               | Dương Thụ            | Trung      | 2:34       |

## Thành phần tham gia sản xuất
- Kịch bản: Dương Thụ
- Hoà âm phối khí: Quốc Trung
- Sáng tác bài hát: Dương Thụ, Quốc Trung, Huy Tuấn
- Lời thoại & ca từ: Dương Thụ
- Hình ảnh: Đoàn Minh Tuấn, Quốc Huy
- Thiết kế: Nguyễn Thanh Trúc

## Phát hành và đón nhận của công chúng
Khu vườn yên tĩnh được khán giả ngợi khen, giới chuyên môn đánh giá cao như một trong những album xuất sắc nhất của nhạc nhẹ Việt Nam với nhiều khám phá độc đáo và mới lạ trong nghệ thuật.
Nhận xét về album này, báo Thể thao & Văn hóa viết: "Album được cho là đột phá nhất trong sự nghiệp âm nhạc của Hồng Nhung khi cô chuyển sang một địa hạt khác không phải pop... Đây là một album đậm đặc màu sắc đương đại. Quốc Trung và Dương Thụ đã mang đến cho mọi người thấy rằng ở Việt Nam có những nhà sản xuất, nhạc sĩ làm việc rất văn minh, họ đã hướng đến sự phát triển chung của âm nhạc ngoài biên giới nước nhà."

## Liveshow "Khu vườn yên tĩnh"
- Địa điểm: Nhà thi đấu Phan Đình Phùng – Tp. Hồ Chí Minh
- Sáng tác ca khúc: Dương Thụ, Quốc Trung
- Dàn dựng âm nhạc: Quốc Trung & band Phương Đông
- Trang phục: Valerie Mckenzi